# Путь Грузии
Путь Грузии (груз. საქართველოს გზა) — грузинская политическая партия, основанная в 2006 году бывшим министром иностранных дел Грузии Саломе Зурабишвили, которая возглавляла её вплоть до 2010 года.

## История
Партия «Путь Грузии» была основана 11 марта 2006 года. Её костяк составили активисты организации «Движение Саломе Зурабишвили», возникшей в 2005 году, чья деятельность подверглась жёсткой критике со стороны правительства. 12 мая, на первом съезде, Гия Тортладзе был избран председателем политического совета партии.
Партия присоединилась к другим оппозиционным силам страны, которым противостояла правящая партия Единое национальное движение, хотя первоначально она не сотрудничала с другими оппозиционными силами. Во время конфликта в Кодорском ущелье, стала единственной в среде оппозиции, кто одобрил военную операцию по установлению контроля над ущельем.
На выборах в органы местного самоуправления в 2006 году Грузинский путь отказался присоединиться к республиканскому и консервативному блоку и участвовал как самостоятельная сила.
После провала на выборах (2,7 % голосов), Путь Грузии перешёл к сотрудничеству с другими оппозиционными силами, и в 2007 году партия стала соучредителем Совета Объединённого национального движения. В ноябре того же года партия присоединилась к массовым протестам, устроенных другими оппозиционерами. А в апреле 2009 года, Путь Грузии стал одним из инициаторов проведения митингов протеста, требующих отставки президента Михаила Саакашвили.
С 2010 года партия стала членом Альянса для Грузии. Альянс также включал Республиканскую партию Грузии, «Новые права» и «Наша Грузия—свободные демократы».
В ноябре 2010 года лидер партии Саломе Зурабишвили ушла из партии. Позднее она была избрана президентом Грузии в качестве независимого кандидата, поддержанного партией «Грузинская мечта».
В 2010 году новым председателем партии вместо Зурабишвили стал Кахой Сетуридзе. 27 декабря 2012 года, на внеочередном съезде партии, новым председателем избран Теймураз Муранидзе. На выборах 2014 года партия получила 1,21 % голосов.

## Идеология
Целью партии является создание единого демократического грузинского государства, включающего в свой состав Абхазию и Южную Осетию. Путь Грузии выступает за государственный патриотизм, сохранения и укрепления национальной идеологии и принципов, этнической, конфессиональной и культурной и идентичности.
Приоритеты партии во внутренней политике являются: поддержание прав человека; парламентаризм; свобода слова; рыночная экономика. Во внешней политике делается упор на мирное разрешение конфликтов с Абхазией и Южной Осетией, членство в ЕС и НАТО, а также партнёрство с Россией.

## Организационная структура
Организационная структура партии определяется уставом, который был принят в 2006 году.
Высшим руководящим органом партии является партийный съезд, который проводится каждые 4 года. Съезд избирает политический совет партии и лидера.